# Louis-Joseph Janvier
Louis-Joseph Janvier (Port-au-Prince, 7 mai 1855 - Saint-Mandé, 23 mars 1911) est un journaliste, romancier, historien et diplomate haïtien.

## Biographie

### Jeunesse et études
Louis-Joseph Janvier est né le 7 mai 1855 à Port-au-Prince. Il commence des études de médecine à Port-au-Prince, puis les poursuit en France à Paris où il obtient le diplôme de docteur en médecine de l'université de Paris en 1881. Il entre ensuite à l'École libre des sciences politiques, d'où il est diplômé deux ans plus tard, avant d'obtenir une licence en droit à Lille.

### Parcours professionnel
À Paris, il contribue à des journaux et revues en publiant de nombreux articles sur l'histoire d'Haïti et donne une autre version des faits historiques de ce pays. Il regroupe ses articles dans des recueils qu'il intitule La république d'Haïti et ses visiteurs (1882), Haïti aux Haïtiens (1884), et L'Egalité des races (1884). Il collabore à un volume collectif, Les Détracteurs de la race noire et de la République d'Haïti (1884).
De 1884 à 1887, il est le délégué d'Haïti à la conférence diplomatique de Berne pour la protection des œuvres littéraires et artistiques.
Il est chargé d'affaires puis ministre plénipotentiaire à Londres. Il rentre en Haïti en 1905.
En 1908, il est candidat malheureux à la mairie de Port-au-Prince.
Il retourne diriger la légation d'Haïti dans la capitale anglaise. Enfin il est nommé en poste à Paris ; il meurt le 23 mars 1911 à Saint-Mandé.

## Héritage et influence
est une figure  emblématique de l’histoire intellectuelle et politique du pays . Il est  né le 7 mai 1855 à la capitale de Port-au-Prince, M. Joseph est des  premiers intellectuels haïtiens à avoir défendu la souveraineté nationale, l'identité noire et la dignité du peuple haïtien face aux propos jugés racistes par des puissances occidentales coloniales.

### Essais
- Phtisie pulmonaire ; causes, traitement préventif, Paris: A. Parent, 1881. Cet ouvrage a été couronné par la Faculté de médecine de Paris[5].
- Les Détracteurs de la race noire et de la république d'Haïti (avec Jules Auguste, Clément Denis, Arthur Bowler et Justin Dévost), Paris: Marpon et Flammarion, 1882.
- La République d'Haïti et ses visiteurs (1840-1882); réponse à M. Victor Cochinat (de La Petite presse) et à quelques autres écrivains, Paris: Marpon et Flammarion, 1883; Port-au-Prince: Éditions Fardin, 1979. (Ouvrage médaillé à Exposition universelle d'Anvers)
- L'Égalité des races, Paris: G. Rougier, 1884.
- Haïti aux Haïtiens, Paris: A. Parent, A. Davy, 1884.
- Les Antinationaux, actes et principes, Paris: G. Rougier, 1884; Port-au-Prince: Panorama, 1962[6].
- Les Affaires d'Haïti (1883-1884), Paris: C. Marpon et E. Flammarion, 1885; Port-au-Prince: Panorama, 1973.
- Les Constitutions d'Haïti, 1801-1885, Paris: C. Marpon et E. Flammarion, 1886; Port-au-Prince: Fardin, 1977.
- Du Gouvernement civil en Haïti ; avec le portrait de l'auteur, Lille: Le Bigot frères, 1905.
- La caisse d'épargne et l'école en Haïti, Port-au-Prince: Imprimerie de l'abeille, 1906.
- Élections législatives de 1908 ; humble adresse aux électeurs de la commune de Port-au-Prince, Port-au-Prince: l'Abeille, 1907; Port-au-Prince: H. Chauvet, 1908.

### Romans
- Le Vieux Piquet ; scène de la vie haïtienne, Paris: A. Parent, 1884.
- Une Chercheuse. Paris: C. Marpon et E. Flammarion, 1889.

## Sources
1. ↑  « https://archives.nypl.org/scm/21054 » (consulté le 23 juillet 2024)
2. ↑  Acte de décès (avec date et lieu de naissance) à Saint-Mandé, n° 100, vue 27/107.
3. ↑  « Louis Joseph Janvier », sur île en île, 25 novembre 2015 (consulté le 15 novembre 2019).
4. ↑  Biographie de Louis-Joseph Janvier
5. ↑  Louis Joseph Janvier, Du Gouvernement civil, Paris, Editions Fardin, La Phtisie pulmonaire. — Causes Traitement préventif. 1 vol in-8, Paris, 1881. Chez Asselin, éditeur, place de l’École-de-Médecine. (Ouvrage couronné par la Faculté de médecine de Paris.)
6. ↑  « Les classiques des sciences sociales », sur classiques.uqac.ca (consulté le 15 novembre 2019).